# Mężczyźni wolą blondynki
Mężczyźni wolą blondynki (ang. Gentlemen Prefer Blondes) – amerykańska komedia muzyczna z 1953 w reżyserii Howarda Hawksa.

## Fabuła
Akcja rozgrywa się głównie na transatlantyku płynącym do Francji, którym podróżują bohaterowie filmu. Głównymi postaciami są dwie piękne dziewczyny. Jedną z nich jest blondynka Lorelei, a drugą brunetka Dorothy. Lorelei kocha nade wszystko diamenty i bogatych mężczyzn. Jest zaręczona z synem milionera Gusem. Jednak ojciec narzeczonego nie wierzy w szczerość uczuć kobiety wobec jego syna. Z pomocą prywatnego detektywa próbuje zdobyć kompromitujące ją materiały.

## Obsada
- Marilyn Monroe – Lorelei Lee
- Jane Russell – Dorothy Shaw
- Charles Coburn – Sir Francis „Piggy” Beekman
- Elliott Reid – Ernie Malone
- Tommy Noonan – Gus Esmond
- Taylor Holmes – pan Esmond Senior
- Norma Varden – lady Beekman

## Dodatkowe informacje
Film zawiera wiele piosenek śpiewanych przez główne bohaterki i towarzyszących im mężczyzn. Utwory te za sprawą filmu stały się znane. Jedną z najsłynniejszych jest piosenka „Diamonds Are a Girl’s Best Friend” śpiewana przez Lorelei (Marilyn Monroe), która była w późniejszym okresie inspiracją także dla innych wykonawców, m.in. Madonny do videoclipu „Material Girl”.

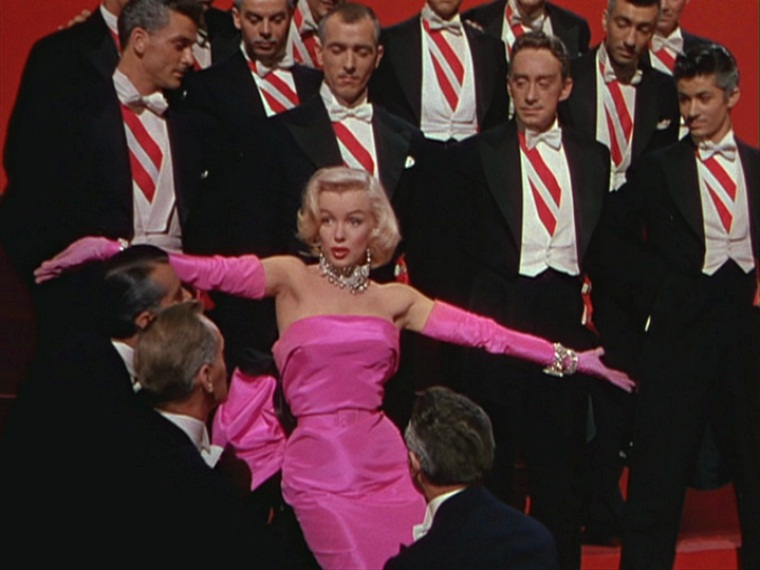
Marilyn Monroe w słynnej scenie zejścia ze schodów